# Cyclopes thomasi
Cyclopes thomasi — вид ссавців родини Cyclopedidae. Мешкає в Перу і на заході Бразилії. Його природне місце проживання — ліси. У нього відсутня спинна смуга, а черевна смуга дуже слабка. Шерсть на тулубі помаранчева або рудувато-коричнева, а кінцівки і хвіст сірі. Цей таксон був названий на честь британського мастолога Олдфілда Томаса.